# Puente de Hungerford
El puente de Hungerford cruza el río Támesis en Londres. Se encuentra situado entre el puente de Waterloo (Waterloo bridge) y el puente de Westminster (Westminster bridge). Se trata de un puente de hierro construido originalmente para el ferrocarril. Es también conocido como puente de Charing Cross, ya que la estación de tren de Charing Cross se encuentra a continuación al norte del mismo y está cerca también del muelle (Embankment Pier) y del embarcadero Victoria (Victoria Embankment ). Hacia el sur, se encuentra cerca la estación de Waterloo, el edificio County Hall, el edificio Royal Festival Hall y el Ojo de Londres (London Eye).
En sus laterales hay sendas pasarelas peatonales atirantadas, que se construyeron a finales del siglo XX, que comparten los estribos de la cimentación del puente central del ferrocarril y que se denominan Golden Jubilee Bridges.

## Historia

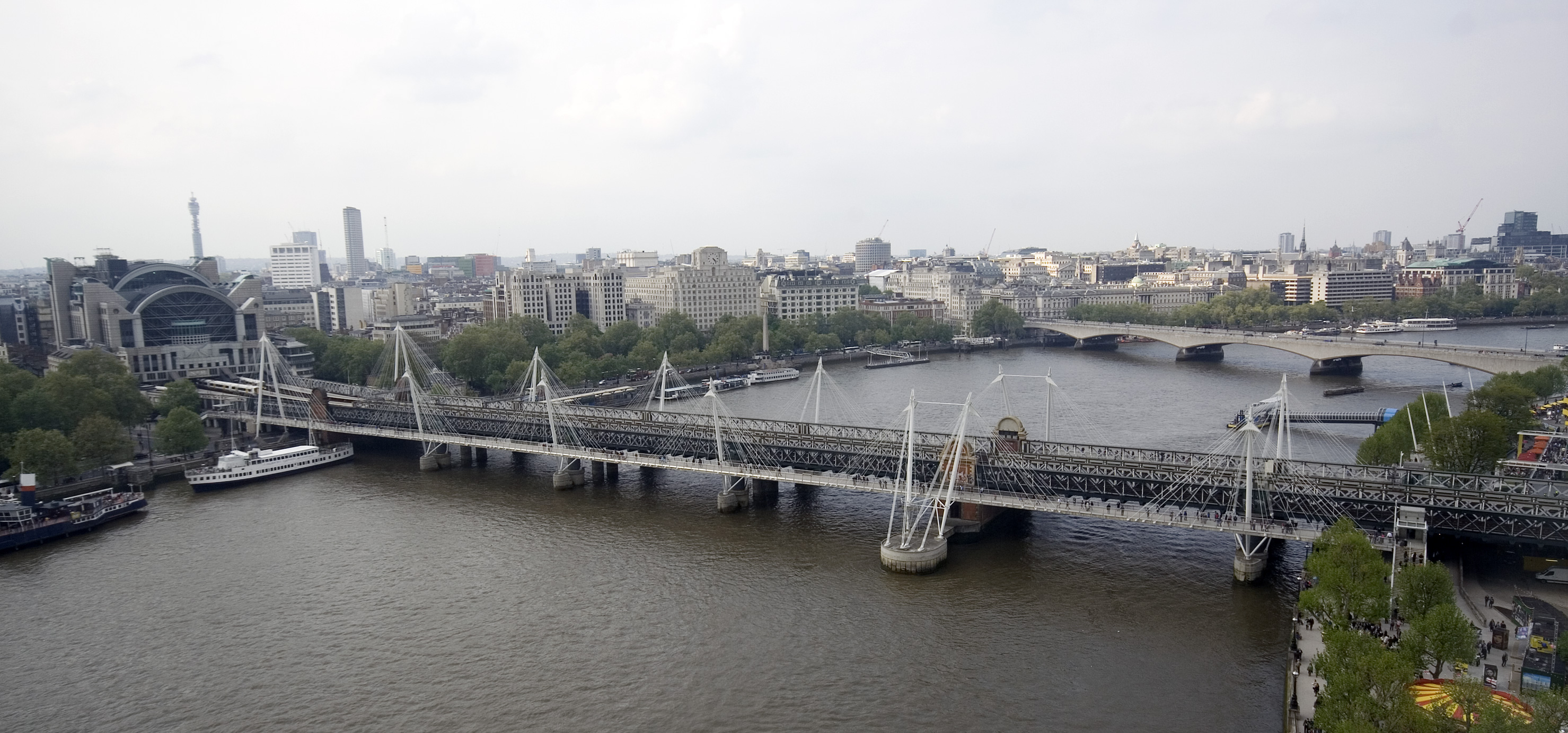
El Puente Hungerford visto desde London Eye (La rueda gigante) y de fondo se ve el puente Waterloo

El primer puente de Hungerford, fue diseñado por Isambard Kingdom Brunel, e inaugurado en 1845 como puente colgante. Su nombre se debe al mercado de Hungerford (Hungerford Market), porque iba desde la orilla sur (South Bank) hasta el Mercado de Hungerford, al norte del río Támesis.
En 1859 el puente original fue comprado por la compañía de ferrocarriles extendiendo la vía sureste, hacia la nueva estación de ferrocarril de Charing Cross. La compañía de ferrocarriles reemplazó el puente colgante por una estructura diseñada por John Hawkshaw. Comprende nueve tramos hechos de hierro forjado, que se inauguró en 1864. Las cadenas del viejo puente fueron reutilizadas en el Puente colgante de Clifton. Las pilastras de ladrillos originales de la pasarela de Brunel aún están en uso, salvo la de Charing Cross que está mucho más cerca de la riba de lo que estaba originalmente, debido a la construcción del embarcadero Victoria (Victoria Embarkment), terminado en 1870.